# Dinalungan, Aurora
Dinalungan là một đô thị cấp bốn ở tỉnh Aurora, Philippines. Theo điều tra dân số năm 2015, đô thị này có trong 11.322 người trong.

## Các đơn vị hành chính
Dinalungan, về mặt hành chính, được chia thành 9 khu phố (barangay).
- Abuleg
- Zone I (Pob.)
- Zone II (Pob.)
- Nipoo (Bulo)
- Dibaraybay
- Ditawini
- Mapalad
- Paleg
- Simbahan